# Mali aux Jeux olympiques d'été de 2004
Le Mali a envoyé 23 athlètes aux Jeux olympiques d'été de 2004 à Athènes en Grèce.

## Résultats

### Athlétisme
400 mètres haies hommes :
- Ibrahima Maiga
  - 1er tour : 50 s 63 (6e dans la 3e série, éliminé, 28e au total)

200 mètres femmes :
- Kadiatou Camara
  - 1er tour : 23 s 56 (6e dans la 6e série, éliminée, 36e au total)

### Football
Compétition hommes :
- Composition de l'équipe
  - Gardiens de but
    - Cheick Bathily
    - Fousseni Tangara

  - Défenseurs
    - Moussa Coulibaly
    - Drissa Diakite
    - Boucader Diallo
    - Boubacar Kone
    - Adama Tamboura
    - Abdou Traore

  - Milieux de terrain
    - Mamadi Berthe
    - Abdoulaye Diawara
    - Momo Sissoko

  - Attaquants
    - Sedonoude Abouta
    - Mamadou Diallo
    - Mintou Doucouré
    - Jimmy Kebe
    - Tenema N'Diaye
    - Rafan Sidibe
    - Dramane Traore
- Remplaçants
  - Somaila Diakite (gardien de but)
  - Mouhamed Fall (milieu de terrain)
  - Alain Claude Traore (attaquant)
  - Oumar Traore (milieu de terrain)
- Groupe A
  - Match nul avec le Mexique (0 - 0)
  - Bat la Grèce (2 - 0) (Mamadi Berthe 2e, Tenema N'Diaye 45e)
  - Match nul avec la Corée du Sud (3 - 3) (Tenema N'Diaye 7e, Tenema N'Diaye 24e, Tenema N'Diaye 55e)
- 1er du groupe, Qualifié (5 points)
- Quart-de-finale : Perd contre l'Italie (0 - 1; après prolongation)

### Judo
Moins de 73 kg hommes :
- Bourama Mariko
  - 16e de finale : Bye
  - 8e de finale : Perd contre C Bastea (Roumanie) (Kesa-gatame; w'ari ippon – 3 min 27 s)

### Natation
50 mètres nage libre hommes :
- David Keita
  - Séries : 29 s 96 (79e au total, éliminé)

100 mètres brasse femmes :
- Pauline Keita
  - Séries : 1 min 30 s 40 (46e au total, éliminée)

## Officiels
- Président : Habib Sissoko
- Secrétaire Général : Mohamed Oumar Traore